# 티미의 못말리는 수호천사의 에피소드 목록

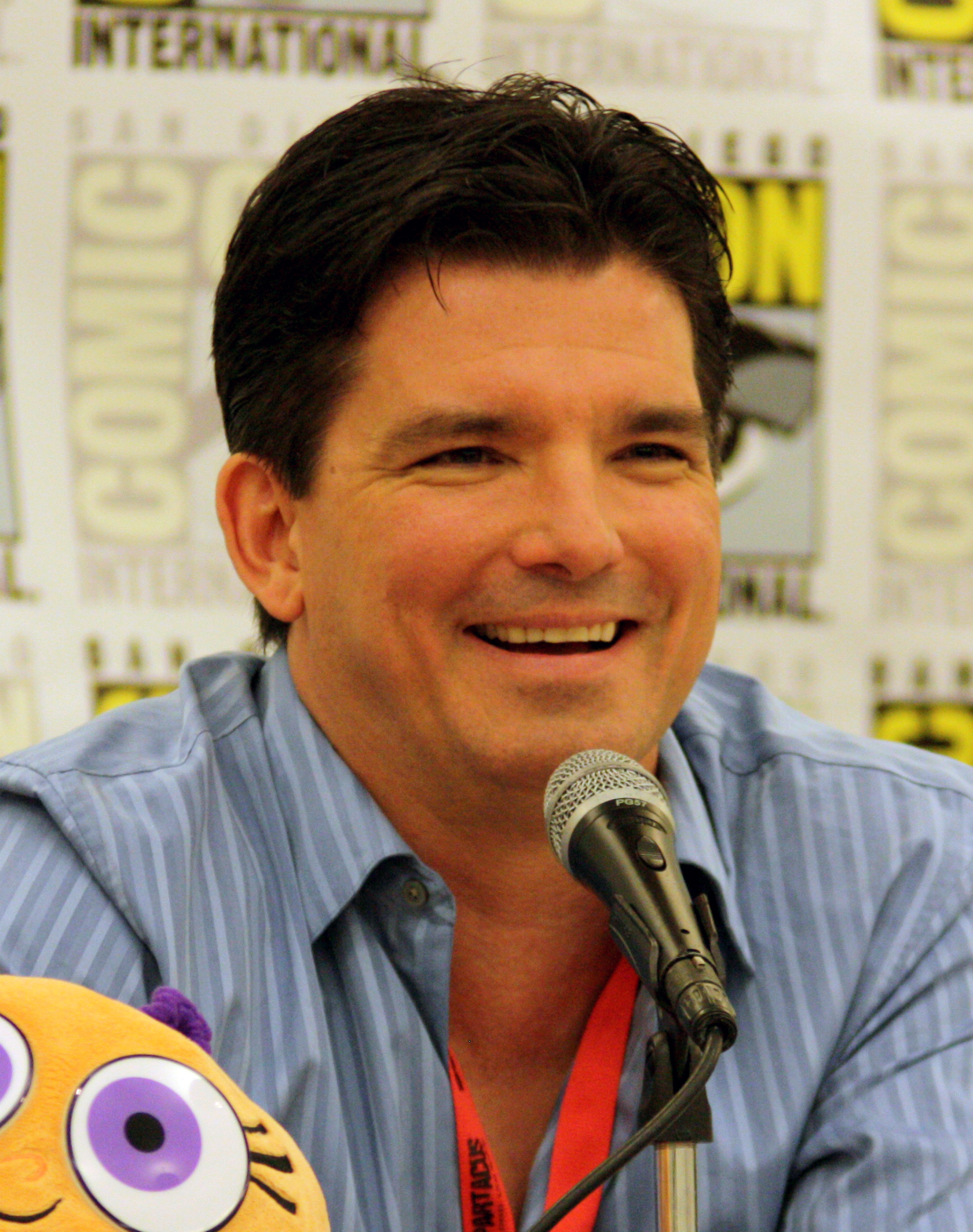
2009년 이곳에서 상영된 《부치 하트먼》은 2001년 3월 30일에 초연된 《티미의 못말리는 수호천사》를 만들었다.

이 목록은 애니메이션 《티미의 못말리는 수호천사》의 에피소드 목록이다. 영어로 표기된 제목은 대한민국 내 미방영화이다. 한국어명과 대한민국에서 방영한 일자는 닉 코리아 방영 기준이다.

## 시리즈 개요
| 시즌 | 시즌   | 화수(파트) | 미국 방영일                        | 대한민국 방영일(방송사)                                            |
| ---- | ------ | ---------- | ---------------------------------- | ------------------------------------------------------------------ |
|      | 파일럿 | 10 (10)    | 1998년 9월 4일 ~ 2001년 3월 23일   | 2002년 (재능TV)                                                    |
|      | 1      | 7 (13)     | 2001년 3월 30일 ~ 2001년 12월 9일  | 2004년 (EBS) 2007년 7월 30일 (닉 코리아) 2008년 (챔프TV, 투니버스) |
|      | 2      | 13 (24)    | 2002년 3월 1일 ~ 2003년 1월 20일   |                                                                    |
|      | 3      | 20 (31)    | 2002년 11월 8일 ~ 2003년 11월 21일 |                                                                    |
|      | 4      | 19 (28)    | 2003년 9월 10일 ~ 2005년 6월 10일  |                                                                    |
|      | 5      | 21 (34)    | 2004년 7월 2일 ~ 2006년 11월 25일  |                                                                    |
|      | 6      | 20 (24)    | 2008년 2월 18일 ~ 2009년 8월 12일  |                                                                    |
|      | 7      | 20 (39)    | 2009년 7월 6일 ~ 2012년 2월 7일    |                                                                    |
|      | 8      | 6 (6)      | 2011년 2월 12일 ~ 2011년 12월 29일 |                                                                    |
|      | 9      | 26 (43)    | 2013년 3월 23일 ~ 2015년 3월 28일  | 2014년 1월 6일 (닉 코리아)                                         |
|      | 10     | 20         | 2016년 1월 15일 ~ 2017년 7월 26일  |                                                                    |

## 파일럿
| #  | 제목                     | 본방송일자                          | 에피소드번호 |
| -- | ------------------------ | ----------------------------------- | ------------ |
| 1  | "The Fairly OddParents!" | 1998년 9월 4일 대한민국 내 미방영   | 1            |
| 2  | "Too Many Timmys!"       | 1998년 9월 25일 대한민국 내 미방영  | 2            |
| 3  | "Where's the Wand?"      | 1998년 10월 2일 대한민국 내 미방영  | 3            |
| 4  | "Party of Three"         | 1999년 1월 2일 대한민국 내 미방영   | 4            |
| 5  | "The Fairy Flu"          | 1999년 5월 1일 대한민국 내 미방영   | 5            |
| 6  | "The Temp"               | 1999년 7월 24일 대한민국 내 미방영  | 6            |
| 7  | "The Zappys"             | 1999년 12월 31일 대한민국 내 미방영 | 7            |
| 8  | "Scout's Honor"          | 2000년 1월 17일 대한민국 내 미방영  | 8            |
| 9  | "The Really Bad Day"     | 2000년 12월 8일 대한민국 내 미방영  | 9            |
| 10 | "Super Humor"            | 2001년 3월 23일 대한민국 내 미방영  | 10           |

## 시즌 1
| #  | 제목                   | 본방송일자      | 에피소드번호 |
| -- | ---------------------- | --------------- | ------------ |
| 1a | "어른이 되고파!"       | 2001년 3월 30일 | 1a           |
| 1b | "위험한 게임"          | 2001년 3월 30일 | 1b           |
| 2a | "우주인의 방문"        | 2001년 4월 6일  | 2a           |
| 2b | "수호천사 학교에 가다" | 2001년 4월 6일  | 2b           |
| 3a | "인기짱이 되고파!"     | 2001년 4월 13일 | 3a           |
| 3b | "티미가 줄었어요!"     | 2001년 4월 13일 | 3b           |
| 4a | "아빠의 과거"          | 2001년 4월 20일 | 4a           |
| 4b | "우리는 천생연분"      | 2001년 4월 20일 | 4b           |
| 5a | "슈퍼 영웅 크림슨 친!" | 2001년 4월 27일 | 5a           |
| 5b | "개가 된 티미"         | 2001년 4월 27일 | 5b           |
| 6a | "정직한 영웅!"         | 2001년 5월 4일  | 6a           |
| 6b | "마음이 중요해"        | 2001년 5월 4일  | 6b           |
| 7  | "산타를 구하라!"       | 2001년 12월 9일 | 7            |

## 시즌 2
| #   | 제목                    | 본방송일자       | 에피소드번호 |
| --- | ----------------------- | ---------------- | ------------ |
| 1a  | "비키의 미저리"         | 2002년 3월 1일   | 8a           |
| 1b  | "공포의 대결"           | 2002년 3월 1일   | 8b           |
| 2a  | "사랑은 못말려!"        | 2002년 3월 8일   | 9a           |
| 2b  | "난 억울해!"            | 2002년 3월 8일   | 9b           |
| 3a  | "액션 영화처럼 살고파!" | 2002년 3월 22일  | 10a          |
| 3b  | "공부는 싫어!"          | 2002년 3월 22일  | 10b          |
| 4a  | "아빠의 자전거"         | 2002년 3월 29일  | 11a          |
| 4b  | "수호천사 티미"         | 2002년 3월 29일  | 11b          |
| 5a  | "투명인간은 싫어!"      | 2002년 5월 10일  | 12a          |
| 5b  | "불길한 금요일"         | 2002년 5월 10일  | 12b          |
| 6a  | "최고의 야구 선수"      | 2002년 7월 5일   | 13a          |
| 6b  | "여자의 마음"           | 2002년 7월 5일   | 13b          |
| 7a  | "돌아온 별나라 왕자"    | 2002년 7월 12일  | 14a          |
| 7b  | "티미의 복수"           | 2002년 7월 12일  | 14b          |
| 8a  | "날아라! 엄마! 아빠!"   | 2002년 9월 6일   | 15a          |
| 8b  | "신나는 중세 여행"      | 2002년 9월 6일   | 15b          |
| 9a  | "파이팅! 코스모"        | 2002년 9월 13일  | 16a          |
| 9b  | "마법의 레몬에이드"     | 2002년 9월 13일  | 16b          |
| 10a | "회장이 될거야"         | 2002년 9월 20일  | 17a          |
| 10b | "역사 속으로"           | 2002년 9월 20일  | 17b          |
| 11a | "위험한 만우절"         | 2002년 10월 11일 | 18a          |
| 11b | "인생의 도돌이표"       | 2002년 10월 11일 | 18b          |
| 12  | "이메일 대소동"         | 2003년 1월 24일  | 19           |
| 13  | "공포의 할로윈"         | 2002년 10월 29일 | 20           |

## 시즌 3
| #   | 제목                            | 본방송일자       | 에피소드번호 |
| --- | ------------------------------- | ---------------- | ------------ |
| 1a  | "관심 좀 꺼주세요"              | 2002년 11월 8일  | 21a          |
| 1b  | "인생이란..."                   | 2002년 11월 8일  | 21b          |
| 2a  | "빛나는 이"                     | 2002년 11월 30일 | 22a          |
| 2b  | "머나먼 서부"                   | 2002년 11월 30일 | 22b          |
| 3a  | "신나는 여름"                   | 2003년 8월 1일   | 23a          |
| 3b  | "유고포타미아를 구하라"         | 2003년 8월 1일   | 23b          |
| 4   | "발렌타인 소동"                 | 2003년 2월 23일  | 24           |
| 5a  | "공포의 가정 방문"              | 2003년 1월 10일  | 25a          |
| 5b  | "완다의 휴가"                   | 2003년 1월 10일  | 25b          |
| 6a  | "아빠는 나의 자랑"              | 2003년 1월 27일  | 26a          |
| 6b  | "영화 감독의 꿈"                | 2003년 1월 27일  | 26b          |
| 7   | "엉망진창 수호천사 데이 PART 1" | 2003년 7월 12일  | 27           |
| 8   | "엉망진창 수호천사 데이 PART 2" | 2003년 7월 12일  | 28           |
| 9   | "엉망진창 수호천사 데이 PART 3" | 2003년 7월 12일  | 29           |
| 10a | "우리는 친구"                   | 2003년 3월 17일  | 30a          |
| 10b | "무서운 일기예보"               | 2003년 3월 17일  | 30b          |
| 11a | "만화책 밖으로"                 | 2003년 3월 9일   | 31a          |
| 11b | "자동차 소동"                   | 2003년 3월 9일   | 31b          |
| 12a | "나는야 인기짱"                 | 2003년 3월 2일   | 32a          |
| 12b | "코스모는 내 거야!"             | 2003년 3월 2일   | 32b          |
| 13a | "잠자기 싫어"                   | 2003년 3월 23일  | 33a          |
| 13b | "티미, 가출하다"                | 2003년 3월 23일  | 33b          |
| 14  | "크로커 선생님의 과거"          | 2003년 6월 27일  | 34           |
| 15a | "쿵푸소년 티미"                 | 2003년 11월 11일 | 35a          |
| 15b | "딤스데일의 마녀"               | 2003년 11월 11일 | 35b          |
| 16a | "조용히 살게 해 주세요!"        | 2003년 9월 26일  | 36a          |
| 16b | "특종을 잡아라!"                | 2003년 9월 26일  | 36b          |
| 17a | "꼭꼭 숨어라"                   | 2003년 10월 4일  | 37a          |
| 17b | "욕심꾸러기는 싫어"             | 2003년 10월 4일  | 37b          |
| 18a | "완다는 어디에?"                | 2003년 10월 18일 | 38a          |
| 18b | "상상친구 게리"                 | 2003년 10월 18일 | 38b          |
| 19a | "목소리를 돌려줘요"             | 2003년 11월 21일 | 39a          |
| 19b | "눈 괴물 소동"                  | 2003년 11월 21일 | 39b          |

## 시즌 4
| #   | 제목                      | 본방송일자       | 에피소드번호 |
| --- | ------------------------- | ---------------- | ------------ |
| 1a  | "미스 딤스데일 선발 대회" | 2003년 11월 7일  | 40a          |
| 1b  | "난 네 생각을 알고 있다"  | 2003년 11월 7일  | 40b          |
| 2   | "방학숙제"                | 2003년 9월 10일  | 41           |
| 3a  | "복사기는 무서워"         | 2003년 11월 14일 | 42a          |
| 3b  | "엄마 아빠 구출작전"      | 2003년 11월 14일 | 42b          |
| 4a  | "할리우드 대소동"         | 2004년 6월 1일   | 43a          |
| 4b  | "비키의 비밀일기"         | 2004년 6월 1일   | 43b          |
| 5a  | "아기가 된 티미"          | 2004년 3월 5일   | 44a          |
| 5b  | "바른생활 티미"           | 2004년 3월 5일   | 44b          |
| 6a  | "비키, 착해지다"          | 2004년 4월 3일   | 45a          |
| 6b  | "티미의 대단한 도전"      | 2004년 4월 3일   | 45b          |
| 7a  | "괴짜 커플"               | 2004년 6월 14일  | 46a          |
| 7b  | "웃기는 남자"             | 2004년 6월 14일  | 46b          |
| 8   | "평범한 영웅"             | 2004년 5월 25일  | 47           |
| 9a  | "다시 찾은 친구들"        | 2004년 5월 18일  | 48a          |
| 9b  | "감정 없는 사나이"        | 2004년 5월 18일  | 48b          |
| 10a | "엄마 아빠의 새 친구"     | 2004년 11월 27일 | 49a          |
| 10b | "그대와 단 둘이"          | 2004년 11월 27일 | 49b          |
| 11a | "우리 아빠는 다람쥐?"     | 2004년 6월 18일  | 50a          |
| 11b | "티미의 반격"             | 2004년 6월 18일  | 50b          |
| 12a | "결혼은 싫어!"            | 2004년 10월 11일 | 51a          |
| 12b | "소원 빌기는 어려워"      | 2004년 10월 11일 | 51b          |
| 13a | "동창회 소동"             | 2005년 2월 15일  | 52a          |
| 13b | "모래밭의 괴물"           | 2005년 2월 15일  | 52b          |
| 14  | "텔레비전 속으로 Ⅰ"       | 2004년 7월 23일  | 53           |
| 15  | "텔레비전 속으로 Ⅱ"       | 2004년 7월 23일  | 54           |
| 16  | "텔레비전 속으로 Ⅲ"       | 2004년 7월 23일  | 55           |
| 17a | "캐츠맨 대 크림슨 친"     | 2005년 1월 17일  | 56a          |
| 17b | "램프의 요정"             | 2005년 1월 17일  | 56b          |
| 18  | "아주 특별한 여름 방학 1" | 2005년 6월 10일  | 57           |
| 19  | "아주 특별한 여름 방학 2" | 2005년 6월 10일  | 58           |

## 시즌 5
| #   | 제목                      | 본방송일자       | 에피소드번호 |
| --- | ------------------------- | ---------------- | ------------ |
| 1a  | "나는야 청개구리"         | 2005년 2월 14일  | 59a          |
| 1b  | "놀이 공원의 비밀"        | 2005년 2월 14일  | 59b          |
| 2a  | "위험한 저주"             | 2005년 2월 16일  | 60a          |
| 2b  | "초콜릿이 좋아"           | 2005년 2월 16일  | 60b          |
| 3a  | "캣츠맨을 위하여"         | 2005년 5월 9일   | 61a          |
| 3b  | "투티! 생일 축하해"       | 2005년 5월 9일   | 61b          |
| 4a  | "완다의 여동생"           | 2005년 4월 2일   | 62a          |
| 4b  | "공포의 축제"             | 2005년 4월 2일   | 62b          |
| 5a  | "공포의 집"               | 2005년 5월 10일  | 63a          |
| 5b  | "내가 없다면"             | 2005년 5월 10일  | 63b          |
| 6a  | "무인도 탈출"             | 2005년 5월 11일  | 64a          |
| 6b  | "코스모의 이식수술작전"   | 2005년 5월 11일  | 64b          |
| 7a  | "돌아온 램프의 요정"      | 2005년 2월 17일  | 65a          |
| 7b  | "앞니의 세대교체"         | 2005년 2월 17일  | 65b          |
| 8a  | "어항 속 세상"            | 2005년 5월 12일  | 66a          |
| 8b  | "반갑다, 레미"            | 2005년 5월 12일  | 66b          |
| 9a  | "쓰레기 대소동"           | 2005년 5월 13일  | 67a          |
| 9b  | "스타는 괴로워"           | 2005년 5월 13일  | 67b          |
| 10a | "마법사 티미"             | 2005년 2월 18일  | 68a          |
| 10b | "보물을 찾아서"           | 2005년 2월 18일  | 68b          |
| 11  | "우주 영웅 크래쉬 네뷸라" | 2004년 7월 9일   | 69           |
| 12a | "이사 가는 날"            | 2005년 10월 3일  | 70a          |
| 12b | "완다는 사업가"           | 2005년 10월 3일  | 70b          |
| 13a | "내겐 너무 완벽한 형"     | 2005년 10월 4일  | 71a          |
| 13b | "똑같은 건 싫어"          | 2005년 10월 4일  | 71b          |
| 14a | "천재가 된 아빠"          | 2005년 10월 5일  | 72a          |
| 14b | "유쾌한 학교"             | 2005년 10월 5일  | 72b          |
| 15a | "코스모가 수상해"         | 2005년 10월 6일  | 73a          |
| 15b | "변장 소동"               | 2005년 10월 6일  | 73b          |
| 16a | "그 시절을 아십니까"      | 2005년 10월 7일  | 74a          |
| 16b | "뒤바뀐 미래"             | 2005년 10월 7일  | 74b          |
| 17  | "램프 요정의 변신 1"      | 2006년 5월 19일  | 75           |
| 18  | "램프 요정의 변신 2"      | 2006년 5월 19일  | 76           |
| 19a | "야만전사 티미"           | 2006년 11월 25일 | 77a          |
| 19b | "이상한 선생님은 그만"    | 2006년 11월 25일 | 77b          |

## 시즌 6
| #     | 제목                         | 본방송일자                                        | 에피소드번호 |
| ----- | ---------------------------- | ------------------------------------------------- | ------------ |
| 1     | "아기 수호천사 소동 1"       | 2008년 2월 18일                                   | 81           |
| 2     | "아기 수호천사 소동 2"       | 2008년 2월 18일                                   | 82           |
| 3a    | "미션! 아기 돌보기"          | 2008년 3월 10일                                   | 83a          |
| 3b    | "머리를 기르고 싶어"         | 2008년 3월 11일                                   | 83b          |
| 4a    | "공포의 병원"                | 2008년 3월 12일                                   | 84a          |
| 4b    | "딤스데일의 해적들"          | 2008년 3월 13일                                   | 84b          |
| 5     | "수호천사 올림픽"            | 2008년 8월 1일                                    | 85           |
| 6a    | "달려라 코스모"              | 2008년 5월 12일                                   | 86a          |
| 6b    | "티미는 외로워"              | 2008년 5월 13일                                   | 86b          |
| 7a    | "치즈 전쟁"                  | 2008년 5월 14일                                   | 87a          |
| 7b    | "과학 기술은 싫어!"          | 2008년 5월 15일                                   | 87b          |
| 8     | "크리스마스엔 소원을 빌어요" | 2008년 12월 12일                                  | 88           |
| 9a    | "결혼 축하해, 마크"          | 2008년 5월 16일                                   | 89a          |
| 9b    | "다크 레이저의 역습"         | 2008년 8월 11일                                   | 89b          |
| 10a   | "수퍼 베이비 팡"             | 2008년 8월 12일                                   | 90a          |
| 10b   | "티미, 소제빌에 가다"        | 2008년 8월 13일                                   | 90b          |
| 11a   | "반항하지 마!"               | 2008년 8월 14일                                   | 91a          |
| 11b   | "아기가 되었어요"            | 2008년 8월 15일                                   | 91b          |
| 12a   | "비키, 해고되다"             | 2008년 11월 30일                                  | 92a          |
| 12b   | "외로운 크림슨 친"           | 2008년 11월 30일                                  | 92b          |
| 13a   | "슈퍼 영웅 캣츠맨"           | 2008년 11월 30일                                  | 93a          |
| 13b   | "우리 집에 왜 왔니?"         | 2008년 11월 30일                                  | 93b          |
| 14a   | "최고의 생일 선물"           | 2009년 7월 9일                                    | 94a          |
| 14b   | "엄마와 함께"                | 2009년 8월 11일                                   | 94b          |
| 15~16 | "티미네이터"                 | 2009년 5월 1일 대한민국 내 방영 : 2010년 5월 21일 | 95~96        |
| 17~18 | "티미네이터"                 | 2009년 5월 2일 대한민국 내 방영 : 2010년 5월 22일 | 97~98        |
| 19~20 | "티미네이터"                 | 2009년 5월 3일 대한민국 내 방영 : 2010년 5월 23일 | 99~100       |

## 시즌 7
| #   | 제목                      | 본방송일자       | 에피소드번호 |
| --- | ------------------------- | ---------------- | ------------ |
| 1   | "안티 팡의 탄생"          | 2009년 7월 10일  | 101          |
| 2a  | "너무 바쁜 우리 아빠"     | 2009년 8월 13일  | 102a         |
| 2b  | "자연과 함께"             | 2009년 8월 11일  | 102b         |
| 3a  | "대결! 토미 VS 젤리"      | 2009년 7월 8일   | 103a         |
| 3b  | "티미의 전쟁"             | 2009년 7월 7일   | 103b         |
| 4a  | "크로커의 후계자"         | 2009년 7월 6일   | 104a         |
| 4b  | "그리스에서 파티를"       | 2009년 9월 30일  | 104b         |
| 5a  | "파리소년 티미"           | 2009년 8월 14일  | 105a         |
| 5b  | "내 수호천사는 조르겐"    | 2009년 9월 29일  | 105b         |
| 6a  | "최면을 풀어라"           | 2009년 9월 28일  | 106a         |
| 6b  | "슈퍼 영웅 코스모"        | 2009년 10월 1일  | 106b         |
| 7a  | "우리 아빠는 마법사"      | 2009년 10월 2일  | 107a         |
| 7b  | "머나먼 나라로"           | 2009년 8월 10일  | 107b         |
| 8a  | "나는야 스타"             | 2009년 10월 16일 | 108a         |
| 8b  | "내 친구 비키"            | 2009년 10월 16일 | 108b         |
| 9a  | "꼬꼬댁! 닭이 되었어요"   | 2010년 4월 9일   | 109a         |
| 9b  | "사랑은 뒤죽박죽"         | 2010년 2월 6일   | 109b         |
| 10a | "형은 비밀요원?"          | 2010년 9월 11일  | 110a         |
| 10b | "유고포타미아의 팡"       | 2010년 4월 5일   | 110b         |
| 11a | "완벽한 연필"             | 2010년 9월 11일  | 111a         |
| 11b | "축구 천재가 되고파"      | 2010년 4월 6일   | 111b         |
| 12a | "펑과 팡, 함께 놀다"      | 2010년 4월 7일   | 112a         |
| 12b | "크로커 선생님의 변신"    | 2010년 4월 8일   | 112b         |
| 13a | "엄마의 하루"             | 2010년 9월 18일  | 113a         |
| 13b | "레프레콘의 금단지"       | 2010년 9월 18일  | 113b         |
| 14a | "알로하! 하와이"          | 2011년 8월 15일  | 114a         |
| 14b | "엄마 아빠는 유령 사냥꾼" | 2011년 8월 15일  | 114b         |
| 15a | "아빠의 도전"             | 2011년 7월 14일  | 115a         |
| 15b | "요리법을 찾아라"         | 2011년 7월 14일  | 115b         |
| 16a | "도전! 요리 배틀"         | 2011년 7월 12일  | 116a         |
| 16b | "엄마 아빠와 우주여행을"  | 2011년 7월 12일  | 116b         |
| 17a | "나는 완벽한 남자"        | 2010년 2월 6일   | 117a         |
| 17b | "코스모의 비밀"           | 2011년 7월 11일  | 117b         |
| 18a | "어둠이 무서워"           | 2011년 7월 13일  | 118a         |
| 18b | "아주 특별한 휴가"        | 2011년 7월 13일  | 118b         |
| 19a | "클리블랜드의 마법사"     | 2012년 2월 7일   | 119a         |
| 19b | "엽기! 크로커 쇼"         | 2011년 7월 11일  | 119b         |
| 20a | "팡, 학교에 가다"         | 2011년 2월 26일  | 120a         |
| 20b | "딩클버그의 정체"         | 2011년 2월 26일  | 120b         |

## 시즌 8
| # | 제목                       | 본방송일자                                         | 에피소드번호 |
| - | -------------------------- | -------------------------------------------------- | ------------ |
| 1 | "사랑의 삼각관계"          | 2011년 2월 12일                                    | 121          |
| 2 | "티미의 비밀소원 - 1편"    | 2011년 11월 23일 대한민국 내 방영 : 2012년 5월 4일 | 122          |
| 3 | "티미의 비밀소원 - 2편"    | 2011년 11월 23일 대한민국 내 방영 : 2012년 5월 4일 | 123          |
| 4 | "아빠들의 침공"            | 2011년 6월 18일 대한민국 내 방영 : 2012년 7월 8일  | 124          |
| 5 | "루저클럽"                 | 2011년 10월 15일 대한민국 내 방영 : 2012년 7월 8일 | 125          |
| 6 | "내 수호천사를 소개합니다" | 2011년 12월 29일                                   | 126          |

## 시즌 9
| #   | 제목                           | 본방송일자       | 에피소드번호 |
| --- | ------------------------------ | ---------------- | ------------ |
| 1   | "티미의 못말리는 애완동물"     | 2013년 3월 23일  | 127          |
| 2a  | "딩클스카우트"                 | 2013년 4월 14일  | 128a         |
| 2b  | "짬뽕 요정 마니"               | 2013년 4월 14일  | 128b         |
| 3a  | "티미와 스파키"                | 2013년 5월 4일   | 129a         |
| 3b  | "멍청한 건 힘들어"             | 2013년 5월 11일  | 129b         |
| 4a  | "미운 두 살 팡"                | 2013년 6월 1일   | 130a         |
| 4b  | "안티수호천사 어플"            | 2013년 6월 8일   | 130b         |
| 5a  | "쓰레기 치우기 싫어"           | 2013년 6월 15일  | 131a         |
| 5b  | "인터넷 스타가 되고 싶어"      | 2013년 6월 22일  | 131b         |
| 6   | "비키의 안티 수호천사"         | 2013년 10월 19일 | 132          |
| 7a  | "달걀 아기를 지켜라"           | 2014년 7월 25일  | 133a         |
| 7b  | "돌아와요! 쳇우베차"           | 2014년 7월 25일  | 133b         |
| 8a  | "사랑에 빠진 티미"             | 2014년 7월 9일   | 134a         |
| 8b  | "수호천사 먼지 제거 작전"      | 2014년 7월 9일   | 134b         |
| 9a  | "지루한 건 싫어"               | 2014년 7월 23일  | 135a         |
| 9b  | "초호화 으리 번쩍 컨트리 클럽" | 2014년 7월 23일  | 135b         |
| 10a | "스파키를 돌려줘요!"           | 2014년 7월 28일  | 136a         |
| 10b | "과거로 간 티미"               | 2014년 7월 28일  | 136b         |
| 11a | "코스모의 게임 속으로"         | 2014년 7월 7일   | 137a         |
| 11b | "영웅이 된 스파키"             | 2014년 7월 7일   | 137b         |
| 12a | "사람이 된 스파키"             | 2014년 7월 8일   | 138a         |
| 12b | "투명인간 크로커"              | 2014년 7월 8일   | 138b         |
| 13a | "은밀한 거래"                  | 2014년 7월 29일  | 139a         |
| 13b | "티미가 너무 많아!"            | 2014년 7월 29일  | 139b         |
| 14a | "수호천사를 찾아줘!"           | 2014년 7월 14일  | 140a         |
| 14b | "캣츠맨 출동!"                 | 2014년 7월 14일  | 140b         |
| 15a | "도둑잡는 오리들"              | 2014년 7월 30일  | 141a         |
| 15b | "끔찍하게 완벽한 가족"         | 2014년 7월 30일  | 141b         |
| 16a | "금지된 사랑"                  | 2014년 7월 21일  | 142a         |
| 16b | "여자들이 사라진다면"          | 2014년 7월 21일  | 142b         |
| 17a | "조르겐의 일자리"              | 2014년 7월 15일  | 143a         |
| 17b | "백만 개의 타르트"             | 2014년 7월 15일  | 143b         |
| 18a | "티미로 변신!"                 | 2014년 7월 16일  | 144a         |
| 18b | "요술 지팡이를 찾아라"         | 2014년 7월 16일  | 144b         |
| 19a | "무대의 주인공 비키!"          | 2014년 7월 22일  | 145a         |
| 19b | "변기 속으로!"                 | 2014년 7월 22일  | 145b         |
| 20  | "크로커 부인의 수호천사!"      | 2015년 3월 28일  | 146          |
| 21  | "투봉 선생님의 음모"           | 2014년 5월 26일  | 147          |
| 22  | "무서운 이야기"                | 2014년 7월 18일  | 148          |
| 23  | "과거로 간 수호천사"           | 2014년 7월 11일  | 149          |
| 24  | "사라진 졸업장"                | 2015년 3월 28일  | 150          |
| 25  | "완다의 못말리는 동화"         | 2014년 8월 1일   | 151          |
| 26  | "안티 스파키!"                 | 2015년 2월 8일   | 152          |

## 시즌 10
| #   | 제목                           | 본방송일자      | 에피소드번호 |
| --- | ------------------------------ | --------------- | ------------ |
| 1   | "수호천사 함께 나누기"         | 2016년 1월 15일 | 153          |
| 2a  | "딤스데일의 새로운 시장"       | 2016년 1월 22일 | 154a         |
| 2b  | "캣츠맨의 파티"                | 2016년 1월 29일 | 154b         |
| 3a  | "클로이와 다람쥐 스카우트"     | 2016년 2월 5일  | 155a         |
| 3b  | "생일파티 전쟁"                | 2016년 2월 19일 | 155b         |
| 4a  | "페어 베어"                    | 2016년 2월 26일 | 156a         |
| 4b  | "돌아온 못.난.이.들."          | 2017년 6월 14일 | 156b         |
| 5a  | "올해의 인물"                  | 2016년 9월 12일 | 157a         |
| 5b  | "물고기와의 전쟁"              | 2016년 9월 12일 | 157b         |
| 6a  | "수호천사 독감"                | 2016년 9월 14일 | 158a         |
| 6b  | "크로커와 크로커루"            | 2016년 9월 14일 | 158b         |
| 7   | "부비 트랩"                    | 2016년 9월 16일 | 159          |
| 8a  | "파란 천사 앤젤"               | 2016년 9월 13일 | 160a         |
| 8b  | "클로이가 틀렸다!"             | 2016년 9월 13일 | 160b         |
| 9a  | "보디가드 다크레이저"          | 2016년 9월 15일 | 161a         |
| 9b  | "크로커의 사랑"                | 2016년 9월 15일 | 161b         |
| 10a | "티미와 클로이가 바뀌다"       | 2017년 6월 21일 | 162a         |
| 10b | "정신 나간 녀석과 위험한 녀석" | 2017년 2월 22일 | 162b         |
| 11a | "수호천사 모임"                | 2017년 6월 28일 | 163a         |
| 11b | "헝그리 게임"                  | 2017년 7월 12일 | 163a         |
| 12a | "캠핑 전쟁"                    | 2017년 2월 1일  | 164a         |
| 12b | "딤스데일 데이즈"              | 2017년 6월 21일 | 164b         |
| 13a | "캣츠맨과 마우스맨"            | 2017년 2월 22일 | 165a         |
| 13b | "케빈과 크로커선생님"          | 2017년 6월 28일 | 165b         |
| 14a | "다람쥐 스카우트의 우주 탐험"  | 2017년 7월 19일 | 166a         |
| 14b | "잠꼬대 소원"                  | 2017년 7월 12일 | 166b         |
| 15a | "공포의 보송군"                | 2017년 7월 26일 | 167a         |
| 15b | "파인애플 공주 쟁탈전"         | 2017년 7월 26일 | 167b         |
| 16a | "아빠는 바다 괴물"             | 2017년 2월 8일  | 168a         |
| 16b | "선도 위원이 된 클로이"        | 2017년 2월 15일 | 168b         |
| 17a | "크로커 선생님의 생일"         | 2017년 1월 25일 | 169a         |
| 17b | "공짜 타코와 클로이"           | 2017년 2월 15일 | 169b         |
| 18a | "이상한 유람선 여행"           | 2017년 2월 8일  | 170a         |
| 18b | "딤스데일 장기자랑 쇼"         | 2017년 6월 14일 | 170b         |
| 19  | "돌아온 팡과 슈퍼 보모"        | 2017년 1월 18일 | 171          |
| 20a | "골디크락스와 곰 세마리"       | 2017년 7월 19일 | 172a         |
| 20b | "화려한 속물 클럽"             | 2017년 2월 1일  | 172b         |

## 스페셜

### TV 무비
| # | 제목                                     | 본방송일자                                                                   | 에피소드번호 |
| - | ---------------------------------------- | ---------------------------------------------------------------------------- | ------------ |
| 1 | "티미의 못말리는 무비 : 티미가 커졌어요" | 2011년 7월 9일 대한민국 내 방영 : 2011년 9월 13일 (자막) / 2012년 2월 (더빙) | 1            |
| 2 | "티미의 못말리는 크리스마스"             | 2012년 11월 29일 대한민국 내 방영 : 2013년 12월 20일                         | 2            |
| 3 | "티미의 못말리는 파라다이스"             | 2014년 8월 2일 대한민국 내 방영 : 2014년 10월 3일                            | 3            |

### 지미 & 티미 파워 아워
| # | 제목                      | 본방송일자                                         | 에피소드번호 |
| - | ------------------------- | -------------------------------------------------- | ------------ |
| 1 | "지미 & 티미 파워 아워"   | 2004년 5월 7일 대한민국 내 방영 : 2008년 2월 10일  | 78           |
| 2 | "지미 & 티미 파워 아워 2" | 2006년 1월 16일 대한민국 내 방영 : 2009년 10월 2일 | 79           |
| 3 | "지미 & 티미 파워 아워 3" | 2006년 7월 21일 대한민국 내 방영 : 2010년 9월 18일 | 80           |

### 특집 에피소드
| # | 제목                                                | 본방송일자     | 에피소드번호 |
| - | --------------------------------------------------- | -------------- | ------------ |
| - | "The 77 Secrets of The Fairly OddParents Revealed!" | 2007년 7월 7일 | -            |